# Aphanocalyx heitzii
Aphanocalyx heitzii là một loài thực vật có hoa trong họ Đậu. Loài này được (Pellegr.) Wieringa miêu tả khoa học đầu tiên.